# Martin Petrásek
Martin Petrásek (* 26. März 1966 in Ostrov nad Ohří) ist ein ehemaliger tschechischer Skilangläufer.

## Werdegang
Petrásek, der für den Dukla Liberec startete, lief im Weltcup erstmals bei den Olympischen Winterspielen 1988 in Calgary. Dort belegte er den 43. Platz über 15 km klassisch und den 32. Rang über 30 km klassisch. Im März 1988 holte er in Rovaniemi mit dem neunten Platz über 50 km klassisch seine ersten Weltcuppunkte. Seinen größten Erfolg hatte er bei den Weltmeisterschaften im Februar 1989 in Lahti. Dort gewann er die Bronzemedaille mit der Staffel. In den Einzelrennen dort kam er auf den 37. Platz über 30 km klassisch und auf den 18. Rang über 15 km klassisch. Zudem erreichte er in der Saison 1988/89 mit dem sechsten Platz über 30 km klassisch in Nové Město sein bestes Einzelergebnis im Weltcup und zum Saisonende mit dem 23. Platz im Gesamtweltcup sein bestes Gesamtergebnis im Weltcup. Bei den Weltmeisterschaften 1991 im Fleimstal wurde er Zehnter über 10 km klassisch und holte damit letztmals Weltcuppunkte. Zudem errang er dort den 41. Platz über 30 km klassisch und den achten Platz mit der Staffel. Im folgenden Jahr lief er bei den Olympischen Winterspielen in Albertville auf den 66. Platz über 10 km klassisch, auf den 55. Rang in der Verfolgung und auf den 24. Platz über 30 km klassisch. Im Dezember 1993 siegte er im Continental-Cup in Tauplitz über 15 km klassisch. Bei den Olympischen Winterspielen 1994 in Lillehammer errang er den 71. Platz über 10 km klassisch und den 58. Platz in der anschließenden Verfolgung. Im Jahr 1997 gewann er den König-Ludwig-Lauf über 55 km klassisch. Sein 23. und damit letztes Weltcuprennen absolvierte er im Januar 1999 in Nové Město, das er auf dem 78. Platz über 15 km klassisch beendete.
Bei den tschechoslowakischen Meisterschaften siegte Petrásek dreimal über 30 km (1988, 1990, 1992) und jeweils einmal mit der Staffel von Dukla Liberec (1991) und über 50 km (1987). In den Jahren 1985 und 1986 wurde er tschechoslowakischer Juniorenmeister über 15 km.

## Siege bei Continental-Cup-Rennen
| Nr. | Datum             | Ort      | Disziplin       | Serie           |
| --- | ----------------- | -------- | --------------- | --------------- |
| 1.  | 11. Dezember 1993 | Tauplitz | 15 km klassisch | Continental-Cup |

## Teilnahmen an Weltmeisterschaften und Olympischen Winterspielen

### Olympische Spiele
- 1988 Calgary: 32. Platz 30 km klassisch, 43. Platz 15 km klassisch
- 1992 Albertville: 24. Platz 30 km klassisch, 55. Platz 15 km Verfolgung, 66. Platz 10 km klassisch
- 1994 Lillehammer: 58. Platz 15 km Verfolgung, 71. Platz 10 km klassisch

### Nordische Skiweltmeisterschaften
- 1989 Lahti: 3. Platz Staffel, 18. Platz 15 km klassisch, 37. Platz 30 km klassisch
- 1991 Val di Fiemme: 8. Platz Staffel, 10. Platz 10 km klassisch, 41. Platz 30 km klassisch

## Platzierungen im Weltcup

### Weltcup-Statistik
Die Tabelle zeigt die erreichten Platzierungen im Einzelnen.
- 1.–3. Platz: Anzahl der Podiumsplatzierungen
- Top 10: Anzahl der Platzierungen unter den ersten zehn
- Punkteränge: Anzahl der Platzierungen innerhalb der Punkteränge
- Starts: Anzahl gelaufener Rennen in der jeweiligen Disziplin
- Hinweis: Bei den Distanzrennen erfolgt die Einordnung gemäß FIS.

| Platzierung         | Distanzrennen a | Distanzrennen a | Distanzrennen a | Distanzrennen a | Distanzrennen a | Skiathlon Verfolgung | Sprint | Etappen- rennen b | Gesamt | Team c | Team c  |
| Platzierung         | ≤ 5 km          | ≤ 10 km         | ≤ 15 km         | ≤ 30 km         | > 30 km         | Skiathlon Verfolgung | Sprint | Etappen- rennen b | Gesamt | Sprint | Staffel |
| ------------------- | --------------- | --------------- | --------------- | --------------- | --------------- | -------------------- | ------ | ----------------- | ------ | ------ | ------- |
| 1. Platz            |                 |                 |                 |                 |                 |                      |        |                   |        |        |         |
| 2. Platz            |                 |                 |                 |                 |                 |                      |        |                   |        |        |         |
| 3. Platz            |                 |                 |                 |                 |                 |                      |        |                   |        |        | 1       |
| Top 10              |                 | 1               |                 | 1               | 1               |                      |        |                   | 3      |        | 2       |
| Punkteränge         |                 | 1               | 1               | 2               | 1               |                      |        |                   | 5      |        | 2       |
| Starts              |                 | 5               | 6               | 7               | 2               | 3                    |        |                   | 23     |        | 2       |
| Stand: Karriereende |                 |                 |                 |                 |                 |                      |        |                   |        |        |         |

### Weltcup-Gesamtplatzierungen
| Saison  | Platz | Punkte |
| ------- | ----- | ------ |
| 1987/88 | 38.   | 7      |
| 1988/89 | 23.   | 18     |
| 1989/90 | -     | -      |
| 1990/91 | 37.   | 6      |